# Herm Schaefer
Herman H. « Herm » Schaefer, né le 20 décembre 1918, décédé le 21 mars 1980, est un joueur et entraîneur américain de basket-ball. Il évolue durant sa carrière aux postes d'arrière et d'ailier.

## Palmarès
- Champion NCAA 1940
- Champion NBL 1948
- Champion BAA 1949
- Champion NBA 1950